# Приближение эйконала
В теоретической физике приближение эйконала (греч. Εἰκών для подобия, значка или изображения) или эйкональное приближение представляет собой приближенный метод, полезный в задачах о рассеянии частиц и волн, которые встречаются в оптике, сейсмологии, квантовой механике, квантовой электродинамике и разложении по парциальным волнам.

## Качественное описание
Главное преимущество приближения эйконала состоит в том, что уравнения сводятся к дифференциальному уравнению с одной переменной. Это сокращение до одной переменной является результатом приближения эйконала, которое позволяет нам выбрать прямую линию в качестве особого направления.

## Связь с приближением ВКБ
Первые шаги, связанные с приближением эйконала в квантовой механике, очень тесно связаны с квазиклассическим приближением (ВКБ) для одномерных волн. Метод ВКБ, как и приближение эйконала, приводит уравнения к дифференциальному уравнению с одной переменной. Но сложность приближения ВКБ состоит в том, что эта переменная описывается траекторией частицы, которая, в общем случае, сложна.

## Формальное описание
Используя приближение ВКБ, можно записать волновую функцию рассеянной частицы в терминах действия S:
{\displaystyle \Psi =e^{iS/{\hbar }}}
Подставляя волновую функцию Ψ в уравнение Шредингера без наличия магнитного поля, получаем
{\displaystyle -{\frac {{\hbar }^{2}}{2m}}{\nabla }^{2}\Psi =(E-V)\Psi }
{\displaystyle -{\frac {{\hbar }^{2}}{2m}}{\nabla }^{2}{e^{iS/{\hbar }}}=(E-V)e^{iS/{\hbar }}}
{\displaystyle {\frac {1}{2m}}{(\nabla S)}^{2}-{\frac {i\hbar }{2m}}{\nabla }^{2}S=E-V}
Запишем S в виде степенного ряда по ħ
{\displaystyle S=S_{0}+{\frac {\hbar }{i}}S_{1}+...}
Для нулевого порядка:
{\displaystyle {\frac {1}{2m}}{(\nabla S_{0})}^{2}=E-V}
Если рассматривать одномерный случай, то {\displaystyle {\nabla }^{2}\rightarrow {\partial _{z}}^{2}}.
Получаем дифференциальное уравнение с граничным условием :
{\displaystyle {\frac {S(z=z_{0})}{\hbar }}=kz_{0}}
для {\displaystyle V\rightarrow 0}, {\displaystyle z\rightarrow -\infty }.
{\displaystyle {\frac {d}{dz}}{\frac {S_{0}}{\hbar }}={\sqrt {k^{2}-2mV/{\hbar }^{2}}}}
{\displaystyle {\frac {S_{0}(z)}{\hbar }}=kz-{\frac {m}{{\hbar }^{2}k}}\int _{-\infty }^{z}{Vdz'}}